# Гольшанский, Павел Александрович
Князь Павел Александрович Гольшанский (1490 — 4 сентября 1555, Вильно) — князь из рода Гольшанских, виленский епископ (с 1536 года).

## Биография

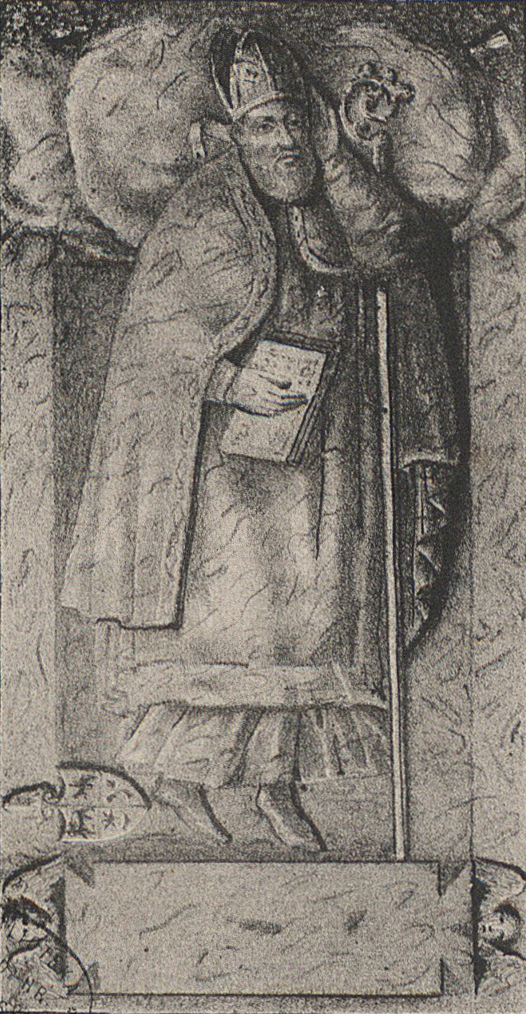
Гольшанский, Павел Александрович

Сын князя Александра Юрьевича Гольшанского, каштеляна виленского и Софьи из Хожева. Учился философии в Краковском университете (1504—1507).
С 1507 года католический епископ в Луцке, в 1515 году дополнительно виленский архидиакон.
В 1511 году, после смерти отца, получил  во владение имение Дуниловичи.
В 1512 году участвовал в церковном соборе в Риме, признаваемом католической церковью XVIII Вселенским собором. В Италии познакомился с культурой Ренессанса. Желая услужить великому князю литовскому Сигизмунду Старому, в 1533 году записал в собственность его жены Боны Сфорца свои владения в Вильно, самому правителю завещав после своей смерти два поместья (в том числе Дуниловичи) и отказавшись от староства Пуни. Это помогло ему стать Виленским епископом (с 1536 года). В 1551 году повторно подтвердил свое завещание.
Нетерпимо относился к сторонникам Реформации. Боролся с Реформацией, увеличивая число церковных сановников (в Виленской епархии количество каноников выросло с 12 до 14), требуя от священников более активной деятельности (в частности, заставлял доминиканцев регулярно читать проповеди в виленском  Кафедральном соборе), побуждая князя к репрессиям против протестантов.
Владелец богатых имений в Гольшанах, Лебедеве, Дуниловичах, Волпе, Глуске и Романове. Обладал большой библиотекой, занимался различными науками, покровительствовал искусствам. Свои портреты и другие произведения искусства заказывал итальянским мастерам. Заказал иллюстрированный миниатюрами список гербовника Яна Длугоша „Insignia seu clenodia Regis et Regni Poloniae“, дополненного литовской геральдикой. Едва ли не заново отстроил после пожара виленский Кафедральный собор Святого Станислава и Святого епископа Владислава. Во дворе своего дворца в Вильно в 1543 году построил часовню Святого Креста (тем самым положив начало культу виленских мучеников францисканцев) на месте сгоревшего в 1533 году небольшого деревянного святилища. Позднее в этом месте был построен костёл Святого Креста и монастырь бонифратров.